# Plutodes gavisata
Plutodes gavisata är en fjärilsart som beskrevs av Walker 1862. Plutodes gavisata ingår i släktet Plutodes och familjen mätare. Inga underarter finns listade i Catalogue of Life.